# Et facere et pati fortia Romanum est

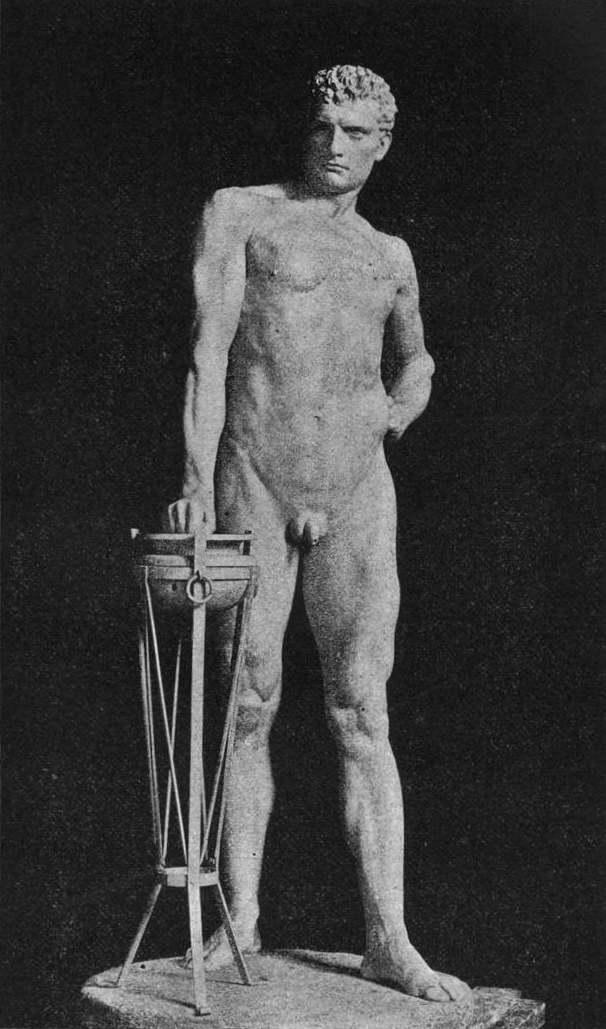
La proesa d'Escevola representada en una escultura del.

Et facere et pati fortia Romanum est és una expressió llatina que pot traduir-se com 'actuar i patir bravament és l'atribut d'un romà'. Procedeix de l'obra de Titus Livi Ab Urbe Condita (2, 12, 9) i s'identifica com un dels compendis de les virtuts romanes.
Llegendàriament, Gai Muci Escevola (Mucius Cordus) va intentar matar el rei etrusc Lars Porsenna, que estava assetjant Roma. Al moment d'ésser capturat pels etruscs, va cridar Civis romanus sum («sóc ciutadà romà»). Per provar el seu valor, va introduir la seva mà dreta en el foc, d'on li va venir el seu sobrenom (Scaevola, «mà esquerra»). Porsenna va quedar tan impressionat per això, que va aixecar el setge.